# Mihaela Đaković
Mihaela Đaković (serbisch-kyrillisch Михаела Ђаковић; * 26. November 2001) ist eine serbische Tennisspielerin.

## Karriere
Đaković begann mit sieben Jahren mit dem Tennisspielen und bevorzugt Hartplätze. Sie spielt bislang vorrangig auf der ITF Women’s World Tennis Tour, wo sie bisher aber noch keinen Titel gewinnen konnte.
2018 im Juni erreichte sie mit ihrer Partnerin Beatrice Torelli beim ITF-Turnier in Sassuolo das Finale im Doppel, das die beiden mit 4:6 und 2:6 gegen Maria Masini und Mariana Dražić verloren.
2019 erhielt sie im Juni eine Wildcard für das Hauptfeld der mit 125.000 US-Dollar dotierten Croatia Bol Open, ihrem ersten Turnier der WTA Challenger Series, wo sie in der ersten Runde mit 1:6 und 3:6 gegen Ana Bogdan verlor. Im Doppel erhielt sie mit ihrer Partnerin Lea Bošković ebenso eine Wildcard, die beiden verloren aber ebenfalls bereits ihr Auftaktmatch gegen Olga Danilović und Tamara Zidanšek mit 0:6 und 0:6. Anfang September erhielt sie eine Wildcard für das Hauptfeld im Dameneinzel der mit 60.000 US-Dollar dotierten Zagreb Ladies Open, wo sie in der ersten Runde gegen die an Position zwei gesetzte Rebecca Šramková mit 1:6 und 3:6 verlor.
2021 erhielt sie Ende April eine Wildcard für das Hauptfeld im Dameneinzel der mit 60.000 US-Dollar dotierten Zagreb Ladies Open, wo sie in der ersten Runde mit 1:6 und 4:6 gegen Kristína Kučová verlor. Ende Oktober stand sie mit ihrer Partnerin Laura Böhner im Finale des Doppelwettbewerbs des ITF-Turniers in Monastir, das die beiden mit 1:6 und 1:6 gegen Yasmine Mansouri und Tamira Paszek verloren haben. Ihr zweites ITF-Doppelfinale erreichte sie im Dezember ebenfalls in Monastir, das sie mit Partnerin Angelica Raggi gegen die Paarung Akvilė Paražinskaitė und Eliessa Vanlangendonck mit 3:6 und 3:6 verlor.
Ende Mai 2022 erreichte sie ihr viertes ITF-Doppelfinale, das sie mit Partnerin Francesca Curmi aber wieder verlor. Die beiden unterlagen der Paarung Celine Simunyu und Shin Ji-ho mit 6:73 und 3:6. Mitte November erreichte sie mit Partnerin Laura Böhner in Nules ihr fünftes Finale, das die beiden mit 5:7, 6:2 und [6:8] gegen Antonia Samudio und Jimar Gerald González verloren, als sie im entscheidenden Matchtiebreak kurz vor Ende der Begegnung aufgeben mussten.